# ولسن نورد
ولسن نورد (به هلندی: Velsen-Noord) یک روستا در هلند است که در فلسن واقع شده‌است.

## خصوصیات
ولسن نورد ۵٬۲۶۰ نفر جمعیت دارد.